# Syväsaari (ö i Södra Savolax, S:t Michel, lat 61,46, long 28,10)
Syväsaari är en ö i Finland. Den ligger i sjön Saimen och i kommunen Puumala i den ekonomiska regionen  S:t Michel och landskapet Södra Savolax, i den södra delen av landet, 220 km nordost om huvudstaden Helsingfors. Öns area är 81,6 hektar och dess största längd är 1,2 kilometer i sydöst-nordvästlig riktning.